# Miljenko Mandžo
Miljenko Mandžo je hrvatski pjesnik.
Autor je pjesničke zbirke Zaklana Škabrnja. Zbirka je primjer hrvatske antimarcijalne poezije.

Tomislav Marijan Bilosnić Mandžine pjesme opisuje kao "psalme, molitve za mir, propovijedi ljubavi...".
Svoju je poeziju predstavio još u Poletu 1956. godine. Otad je surađivao u brojnim časopisima (Zadarska revija, Zadarska smotra, Odjek, Mogućnosti, Slobodna Dalmacija, Glas Koncila). Danas prati književne i slikarske događaje grada i županije u Zadarskome listu. Dosad je objavio panoramu suvremena čakavskog stvaralaštva zadarskoga kraja Duga na maslinama te zbirke pjesama Pustinjaci bez namjere, O ljubavi i o smrti, Stari govor i Vrh poljupca. Zaklana Škabrnja zbirka je koja je doživjela već drugo dopunjeno izdanje.